# Temporada da NFL de 2014
A temporada de 2014 da NFL foi a 95ª temporada regular da National Football League, a principal liga profissional de futebol americano dos Estados Unidos. Ela começou no dia 4 de setembro de 2014, com o jogo de abertura tradicionalmente acontecendo na casa do campeão do último Super Bowl, neste caso o Seattle Seahawks (que acabou vencendo o jogo). A temporada se encerrou no Super Bowl XLIX, a grande final, em 1 de fevereiro de 2015, no University of Phoenix Stadium, em Glendale, Arizona. O New England Patriots se consagrou campeão daquele ano, ao vencer os Seahawks por 28 a 24.

## Classificação
V = Vitórias, D = Derrotas, E = Empates, PCT = porcentagem de vitórias, PF= Pontos feitos, PS = Pontos sofridos
Classificados para os playoffs estão marcados em verde
| AFC Leste            |    |    |   |       |     |     |
| Time                 | V  | D  | E | PCT   | PF  | PS  |
| New England Patriots | 12 | 4  | 0 | 75%   | 468 | 313 |
| Buffalo Bills        | 9  | 7  | 0 | 56,3% | 343 | 289 |
| Miami Dolphins       | 8  | 8  | 0 | 50%   | 388 | 373 |
| New York Jets        | 4  | 12 | 0 | 25%   | 283 | 401 |
| AFC Norte            |    |    |   |       |     |     |
| Time                 | V  | D  | E | PCT   | PF  | PS  |
| Pittsburgh Steelers  | 11 | 5  | 0 | 68,8% | 436 | 368 |
| Cincinnati Bengals   | 10 | 5  | 1 | 65,6% | 365 | 344 |
| Baltimore Ravens     | 10 | 6  | 0 | 62,5% | 409 | 302 |
| Cleveland Browns     | 7  | 9  | 0 | 43,8% | 299 | 337 |
| AFC Sul              |    |    |   |       |     |     |
| Time                 | V  | D  | E | PCT   | PF  | PS  |
| Indianapolis Colts   | 11 | 5  | 0 | 68,8% | 458 | 369 |
| Houston Texans       | 9  | 7  | 0 | 56,3% | 372 | 307 |
| Jacksonville Jaguars | 3  | 13 | 0 | 18,8% | 249 | 412 |
| Tennessee Titans     | 2  | 14 | 0 | 12,5% | 254 | 438 |
| AFC Oeste            |    |    |   |       |     |     |
| Time                 | V  | D  | E | PCT   | PF  | PS  |
| Denver Broncos       | 12 | 4  | 0 | 75%   | 482 | 354 |
| Kansas City Chiefs   | 9  | 7  | 0 | 56,3% | 353 | 281 |
| San Diego Chargers   | 9  | 7  | 0 | 56,3% | 348 | 348 |
| Oakland Raiders      | 3  | 13 | 0 | 18,8% | 253 | 452 |

| NFC Leste            |    |    |   |       |     |     |
| Time                 | V  | D  | E | PCT   | PF  | PS  |
| Dallas Cowboys       | 12 | 4  | 0 | 75%   | 467 | 352 |
| Philadelphia Eagles  | 10 | 6  | 0 | 62,5% | 474 | 400 |
| New York Giants      | 6  | 10 | 0 | 37,5% | 380 | 400 |
| Washington Redskins  | 4  | 12 | 0 | 25%   | 301 | 438 |
| NFC Norte            |    |    |   |       |     |     |
| Time                 | V  | D  | E | PCT   | PF  | PS  |
| Green Bay Packers    | 12 | 4  | 0 | 75%   | 486 | 348 |
| Detroit Lions        | 11 | 5  | 0 | 68,8% | 321 | 282 |
| Minnesota Vikings    | 7  | 9  | 0 | 43,8% | 325 | 343 |
| Chicago Bears        | 5  | 11 | 0 | 31,3% | 319 | 442 |
| NFC Sul              |    |    |   |       |     |     |
| Time                 | V  | D  | E | PCT   | PF  | PS  |
| Carolina Panthers    | 7  | 8  | 1 | 46,9% | 339 | 374 |
| New Orleans Saints   | 7  | 9  | 0 | 43,8% | 401 | 424 |
| Atlanta Falcons      | 6  | 10 | 0 | 37,5% | 381 | 417 |
| Tampa Bay Buccaneers | 2  | 14 | 0 | 12,5% | 277 | 410 |
| NFC Oeste            |    |    |   |       |     |     |
| Time                 | V  | D  | E | PCT   | PF  | PS  |
| Seattle Seahawks     | 12 | 4  | 0 | 75%   | 394 | 254 |
| Arizona Cardinals    | 11 | 5  | 0 | 68,8% | 310 | 299 |
| San Francisco 49ers  | 8  | 8  | 0 | 50%   | 306 | 340 |
| St. Louis Rams       | 6  | 10 | 0 | 37,5% | 324 | 354 |

## Jogos da temporada regular
| Semana 1              |        |                      |        |                                     |
| Time visitante        | Pontos | Time da casa         | Pontos | Local do jogo                       |
| 4 de setembro de 2014 |        |                      |        |                                     |
| Green Bay Packers     | 16     | Seattle Seahawks     | 36     | CenturyLink Field                   |
| 7 de setembro de 2014 |        |                      |        |                                     |
| New Orleans Saints    | 34     | Atlanta Falcons      | 37     | Georgia Dome                        |
| Minnesota Vikings     | 34     | St. Louis Rams       | 6      | Edward Jones Dome                   |
| Cleveland Browns      | 27     | Pittsburgh Steelers  | 30     | Heinz Field                         |
| Jacksonville Jaguars  | 17     | Philadelphia Eagles  | 34     | Lincoln Financial Field             |
| Oakland Raiders       | 14     | New York Jets        | 19     | MetLife Stadium                     |
| Cincinnati Bengals    | 23     | Baltimore Ravens     | 16     | M&T Bank Stadium                    |
| Buffalo Bills         | 23     | Chicago Bears        | 20     | Soldier Field                       |
| Washington Redskins   | 6      | Houston Texans       | 17     | NRG Stadium                         |
| Tennessee Titans      | 26     | Kansas City Chiefs   | 10     | Arrowhead Stadium                   |
| New England Patriots  | 20     | Miami Dolphins       | 33     | Sun Life Stadium                    |
| Carolina Panthers     | 20     | Tampa Bay Buccaneers | 14     | Raymond James Stadium               |
| San Francisco 49ers   | 28     | Dallas Cowboys       | 17     | AT&T Stadium                        |
| Indianapolis Colts    | 24     | Denver Broncos       | 31     | Sports Authority Field at Mile High |
| 8 de setembro de 2014 |        |                      |        |                                     |
| New York Giants       | 14     | Detroit Lions        | 35     | Ford Field                          |
| San Diego Chargers    | 17     | Arizona Cardinals    | 18     | University of Phoenix Stadium       |

| Semana 2               |        |                      |        |                                     |
| Time visitante         | Pontos | Time da casa         | Pontos | Local do jogo                       |
| 11 de setembro de 2014 |        |                      |        |                                     |
| Pittsburgh Steelers    | 6      | Baltimore Ravens     | 26     | M&T Bank Stadium                    |
| 14 de setembro de 2014 |        |                      |        |                                     |
| Miami Dolphins         | 10     | Buffalo Bills        | 29     | Ralph Wilson Stadium                |
| Jacksonville Jaguars   | 10     | Washington Redskins  | 41     | FedEx Field                         |
| Dallas Cowboys         | 26     | Tennessee Titans     | 10     | LP Field                            |
| Arizona Cardinals      | 25     | New York Giants      | 14     | MetLife Stadium                     |
| New England Patriots   | 30     | Minnesota Vikings    | 7      | TCF Bank Stadium                    |
| New Orleans Saints     | 24     | Cleveland Browns     | 26     | FirstEnergy Stadium                 |
| Atlanta Falcons        | 10     | Cincinnati Bengals   | 24     | Paul Brown Stadium                  |
| Detroit Lions          | 7      | Carolina Panthers    | 24     | Bank of America Stadium             |
| St. Louis Rams         | 19     | Tampa Bay Buccaneers | 17     | Raymond James Stadium               |
| Seattle Seahawks       | 21     | San Diego Chargers   | 30     | Qualcomm Stadium                    |
| Houston Texans         | 30     | Oakland Raiders      | 14     | O.co Coliseum                       |
| New York Jets          | 24     | Green Bay Packers    | 31     | Lambeau Field                       |
| Kansas City Chiefs     | 17     | Denver Broncos       | 24     | Sports Authority Field at Mile High |
| Chicago Bears          | 28     | San Francisco 49ers  | 20     | Levi's Stadium                      |
| 15 de setembro de 2014 |        |                      |        |                                     |
| Philadelphia Eagles    | 30     | Indianapolis Colts   | 27     | Lucas Oil Stadium                   |

| Semana 3               |        |                      |        |                               |
| Time visitante         | Pontos | Time da casa         | Pontos | Local do jogo                 |
| 19 de setembro de 2014 |        |                      |        |                               |
| Tampa Bay Buccaneers   | 14     | Atlanta Falcons      | 56     | Georgia Dome                  |
| 21 de setembro de 2014 |        |                      |        |                               |
| San Diego Chargers     | 22     | Buffalo Bills        | 10     | Ralph Wilson Stadium          |
| Dallas Cowboys         | 34     | St. Louis Rams       | 31     | Edward Jones Dome             |
| Washington Redskins    | 34     | Philadelphia Eagles  | 37     | Lincoln Financial Field       |
| Houston Texans         | 17     | New York Giants      | 30     | MetLife Stadium               |
| Minnesota Vikings      | 9      | New Orleans Saints   | 20     | Mercedes-Benz Superdome       |
| Tennessee Titans       | 7      | Cincinnati Bengals   | 33     | Paul Brown Stadium            |
| Baltimore Ravens       | 23     | Cleveland Browns     | 21     | FirstEnergy Stadium           |
| Green Bay Packers      | 7      | Detroit Lions        | 19     | Ford Field                    |
| Indianapolis Colts     | 44     | Jacksonville Jaguars | 17     | EverBank Field                |
| Oakland Raiders        | 9      | New England Patriots | 16     | Gillette Stadium              |
| San Francisco 49ers    | 14     | Arizona Cardinals    | 23     | University of Phoenix Stadium |
| Denver Broncos         | 20     | Seattle Seahawks     | 26     | CenturyLink Field             |
| Kansas City Chiefs     | 34     | Miami Dolphins       | 15     | Sun Life Stadium              |
| Pittsburgh Steelers    | 37     | Carolina Panthers    | 19     | Bank of America Stadium       |
| 22 de setembro de 2014 |        |                      |        |                               |
| Chicago Bears          | 27     | New York Jets        | 19     | MetLife Stadium               |

| Semana 4                                                        |        |                     |        |                   |
| Time visitante                                                  | Pontos | Time da casa        | Pontos | Local do jogo     |
| 25 de setembro de 2014                                          |        |                     |        |                   |
| New York Giants                                                 | 45     | Washington Redskins | 14     | FedEx Field       |
| 28 de setembro de 2014                                          |        |                     |        |                   |
| Green Bay Packers                                               | 38     | Chicago Bears       | 17     | Soldier Field     |
| Buffalo Bills                                                   | 17     | Houston Texans      | 23     | NRG Stadium       |
| Tennessee Titans                                                | 17     | Indianapolis Colts  | 41     | Lucas Oil Stadium |
| Carolina Panthers                                               | 10     | Baltimore Ravens    | 38     | M&T Bank Stadium  |
| Detroit Lions                                                   | 24     | New York Jets       | 17     | MetLife Stadium   |
| Tampa Bay Buccaneers                                            | 27     | Pittsburgh Steelers | 24     | Heinz Field       |
| Miami Dolphins                                                  | 38     | Oakland Raiders     | 14     | Wembley Stadium   |
| Jacksonville Jaguars                                            | 14     | San Diego Chargers  | 33     | Qualcomm Stadium  |
| Philadelphia Eagles                                             | 21     | San Francisco 49ers | 26     | Levi's Stadium    |
| Atlanta Falcons                                                 | 28     | Minnesota Vikings   | 41     | TCF Bank Stadium  |
| New Orleans Saints                                              | 17     | Dallas Cowboys      | 38     | AT&T Stadium      |
| 29 de setembro de 2014                                          |        |                     |        |                   |
| New England Patriots                                            | 14     | Kansas City Chiefs  | 41     | Arrowhead Stadium |
| Não jogaram: Cardinals, Bengals, Brows, Broncos, Seahawks, Rams |        |                     |        |                   |

| Semana 5                       |        |                      |        |                                     |
| Time visitante                 | Pontos | Time da casa         | Pontos | Local do jogo                       |
| 2 de outubro de 2014           |        |                      |        |                                     |
| Minnesota Vikings              | 10     | Green Bay Packers    | 42     | Lambeau Field                       |
| 5 de outubro de 2014           |        |                      |        |                                     |
| Chicago Bears                  | 24     | Carolina Panthers    | 31     | Bank of America Stadium             |
| Cleveland Browns               | 29     | Tennessee Titans     | 28     | LP Field                            |
| St. Louis Rams                 | 29     | Philadelphia Eagles  | 34     | Lincoln Financial Field             |
| Atlanta Falcons                | 20     | New York Giants      | 30     | MetLife Stadium                     |
| Tampa Bay Buccaneers           | 31     | New Orleans Saints   | 37     | Mercedes-Benz Superdome             |
| Houston Texans                 | 17     | Dallas Cowboys       | 20     | AT&T Stadium                        |
| Buffalo Bills                  | 17     | Detroit Lions        | 14     | Ford Field                          |
| Baltimore Ravens               | 13     | Indianapolis Colts   | 20     | Lucas Oil Stadium                   |
| Pittsburgh Steelers            | 44     | Jacksonville Jaguars | 9      | EverBank Field                      |
| Arizona Cardinals              | 20     | Denver Broncos       | 41     | Sports Authority Field at Mile High |
| Kansas City Chiefs             | 17     | San Francisco 49ers  | 22     | Levi's Stadium                      |
| New York Jets                  | 00     | San Diego Chargers   | 31     | Qualcomm Stadium                    |
| Cincinnati Bengals             | 17     | New England Patriots | '43    | Gillette Stadium                    |
| 6 de outubro de 2014           |        |                      |        |                                     |
| Seattle Seahawks               | 27     | Washington Redskins  | 17     | FedEx Field                         |
| Não jogaram: Dolphins, Raiders |        |                      |        |                                     |

| Semana 6                    |        |                      |        |                               |
| Time visitante              | Pontos | Time da casa         | Pontos | Local do jogo                 |
| 9 de outubro de 2014        |        |                      |        |                               |
| Indianapolis Colts          | 33     | Houston Texans       | 28     | NRG Stadium                   |
| 12 de outubro de 2014       |        |                      |        |                               |
| Pittsburgh Steelers         | 10     | Cleveland Browns     | 31     | FirstEnergy Stadium           |
| New England Patriots        | 37     | Buffalo Bills        | 22     | Ralph Wilson Stadium          |
| Carolina Panthers           | 37     | Cincinnati Bengals   | 37     | Paul Brown Stadium            |
| Jacksonville Jaguars        | 14     | Tennessee Titans     | 16     | LP Field                      |
| Green Bay Packers           | 27     | Miami Dolphins       | 24     | Sun Life Stadium              |
| Houston Texans              | 17     | Minnesota Vikings    | 3      | TCF Bank Stadium              |
| Denver Broncos              | 31     | New York Jets        | 17     | MetLife Stadium               |
| Baltimore Ravens            | 48     | Tampa Bay Buccaneers | 17     | Raymond James Stadium         |
| San Diego Chargers          | 31     | Oakland Raiders      | 28     | O.co Coliseum                 |
| Chicago Bears               | 27     | Atlanta Falcons      | 13     | Georgia Dome                  |
| Dallas Cowboys              | 30     | Seattle Seahawks     | 23     | CenturyLink Field             |
| Washington Redskins         | 20     | Arizona Cardinals    | 30     | University of Phoenix Stadium |
| New York Giants             | 00     | Philadelphia Eagles  | '27    | Lincoln Financial Field       |
| 13 de outubro de 2014       |        |                      |        |                               |
| San Francisco 49ers         | 31     | St. Louis Rams       | 17     | Edward Jones Dome             |
| Não jogaram: Chiefs, Saints |        |                      |        |                               |

| Semana 7                        |        |                      |        |                                     |
| Time visitante                  | Pontos | Time da casa         | Pontos | Local do jogo                       |
| 16 de outubro de 2014           |        |                      |        |                                     |
| New York Jets                   | 25     | New England Patriots | 27     | Gillette Stadium                    |
| 19 de outubro de 2014           |        |                      |        |                                     |
| Atlanta Falcons                 | 7      | Baltimore Ravens     | 29     | M&T Bank Stadium                    |
| Tennessee Titans                | 17     | Washington Redskins  | 19     | FedEx Field                         |
| Seattle Seahawks                | 26     | St. Louis Rams       | 28     | Edward Jones Dome                   |
| Cleveland Browns                | 6      | Jacksonville Jaguars | 24     | EverBank Field                      |
| Cincinnati Bengals              | 00     | Indianapolis Colts   | 27     | Lucas Oil Stadium                   |
| Minnesota Vikings               | 16     | Buffalo Bills        | 17     | Ralph Wilson Stadium                |
| Miami Dolphins                  | 27     | Chicago Bears        | 14     | Soldier Field                       |
| New Orleans Saints              | 23     | Detroit Lions        | 24     | Ford Field                          |
| Carolina Panthers               | 17     | Green Bay Packers    | 38     | Lambeau Field                       |
| Kansas City Chiefs              | 23     | San Diego Chargers   | 20     | Qualcomm Stadium                    |
| Arizona Cardinals               | 24     | Oakland Raiders      | 13     | O.co Coliseum                       |
| New York Giants                 | 21     | Dallas Cowboys       | 31     | AT&T Stadium                        |
| San Francisco 49ers             | 17     | Denver Broncos       | 42     | Sports Authority Field at Mile High |
| 20 de outubro de 2014           |        |                      |        |                                     |
| Houston Texans                  | 23     | Pittsburgh Steelers  | 30     | Heinz Field                         |
| Não jogaram: Eagles, Buccaneers |        |                      |        |                                     |

| Semana 8                   |        |                      |        |                                     |
| Time visitante             | Pontos | Time da casa         | Pontos | Local do jogo                       |
| 23 de outubro de 2014      |        |                      |        |                                     |
| San Diego Chargers         | 21     | Denver Broncos       | 35     | Sports Authority Field at Mile High |
| 26 de outubro de 2014      |        |                      |        |                                     |
| Detroit Lions              | 22     | Atlanta Falcons      | 21     | Wembley Stadium                     |
| Minnesota Vikings          | 19     | Tampa Bay Buccaneers | 13     | Raymond James Stadium               |
| Buffalo Bills              | 43     | New York Jets        | 23     | MetLife Stadium                     |
| Chicago Bears              | 23     | New England Patriots | 51     | Gillette Stadium                    |
| Seattle Seahawks           | 13     | Carolina Panthers    | 09     | Bank of America Stadium             |
| Miami Dolphins             | 27     | Jacksonville Jaguars | 13     | EverBank Field                      |
| Baltimore Ravens           | 24     | Cincinnati Bengals   | 27     | Paul Brown Stadium                  |
| Houston Texans             | 30     | Tennessee Titans     | 16     | LP Field                            |
| St. Louis Rams             | 7      | Kansas City Chiefs   | 34     | Arrowhead Stadium                   |
| Philadelphia Eagles        | 20     | Arizona Cardinals    | 24     | University of Phoenix Stadium       |
| Indianapolis Colts         | 34     | Pittsburgh Steelers  | 51     | Heinz Field                         |
| Oakland Raiders            | 13     | Cleveland Browns     | 23     | O.co Coliseum                       |
| Green Bay Packers          | 23     | New Orleans Saints   | 44     | Mercedes-Benz Superdome             |
| 27 de outubro de 2014      |        |                      |        |                                     |
| Washington Redskins        | 20     | Dallas Cowboys       | 17     | AT&T Stadium                        |
| Não jogaram: Giants, 49ers |        |                      |        |                                     |

| Semana 9                                                   |        |                      |        |                         |
| Time visitante                                             | Pontos | Time da casa         | Pontos | Local do jogo           |
| 30 de outubro de 2014                                      |        |                      |        |                         |
| New Orleans Saints                                         | 28     | Carolina Panthers    | 10     | Bank of America Stadium |
| 2 de novembro de 2014                                      |        |                      |        |                         |
| Tampa Bay Buccaneers                                       | 17     | Cleveland Browns     | 22     | FirstEnergy Stadium     |
| Arizona Cardinals                                          | 28     | Dallas Cowboys       | 17     | AT&T Stadium            |
| Philadelphia Eagles                                        | 31     | Houston Texans       | 21     | NRG Stadium             |
| New York Jets                                              | 10     | Kansas City Chiefs   | 24     | Arrowhead Stadium       |
| Jacksonville Jaguars                                       | 23     | Cincinnati Bengals   | 33     | Paul Brown Stadium      |
| San Diego Chargers                                         | 00     | Miami Dolphins       | 37     | Sun Life Stadium        |
| Washington Redskins                                        | 26     | Minnesota Vikings    | 29     | TCF Bank Stadium        |
| St. Louis Rams                                             | 13     | San Francisco        | 10     | Levi's Stadium          |
| Denver Broncos                                             | 21     | New England Patriots | 43     | Gillette Stadium        |
| Oakland Raiders                                            | 24     | Seattle Seahawks     | 30     | CenturyLink Field       |
| Baltimore Ravens                                           | 23     | Pittsburgh Steelers  | 43     | Heinz Field             |
| 3 de novembro de 2014                                      |        |                      |        |                         |
| Indianapolis Colts                                         | 40     | New York Giants      | 24     | MetLife Stadium         |
| Não jogaram: Falcons, Bills, Bears, Lions, Packers, Titans |        |                      |        |                         |

| Semana 10                                                         |        |                      |        |                               |
| Time visitante                                                    | Pontos | Time da casa         | Pontos | Local do jogo                 |
| 6 de novembro de 2014                                             |        |                      |        |                               |
| Cleveland Browns                                                  | 24     | Cincinnati Bengals   | 03     | Paul Brown Stadium            |
| 9 de novembro de 2014                                             |        |                      |        |                               |
| Kansas City Chiefs                                                | 17     | Buffalo Bills        | 20     | Ralph Wilson Stadium          |
| Miami Dolphins                                                    | 16     | Detroit Lions        | 20     | Ford Field                    |
| Dallas Cowboys                                                    | 31     | Jacksonville Jaguars | 17     | Wembley Stadium               |
| San Francisco 49ers                                               | 27     | New Orleans Saints   | 24     | Mercedes-Benz Superdome       |
| Tennessee Titans                                                  | 7      | Baltimore Ravens     | 21     | M&T Bank Stadium              |
| Pittsburgh Steelers                                               | 13     | New York Jets        | 20     | MetLife Stadium               |
| Atlanta Falcons                                                   | 27     | Tampa Bay Buccaneers | 17     | Raymond James Stadium         |
| Denver Broncos                                                    | 41     | Oakland Raiders      | 17     | O.co Coliseum                 |
| St. Louis Rams                                                    | 14     | Arizona Cardinals    | 31     | University of Phoenix Stadium |
| New York Giants                                                   | 17     | Seattle Seahawks     | 38     | CenturyLink Field             |
| Chicago Bears                                                     | 14     | Green Bay Packers    | 55     | Lambeau Field                 |
| 10 de novembro de 2014                                            |        |                      |        |                               |
| Carolina Panthers                                                 | 21     | Philadelphia Eagles  | 45     | Lincoln Financial Field       |
| Não jogaram: Texans, Colts, Vikings, Patriots, Chargers, Redskins |        |                      |        |                               |

| Semana 11                                   |        |                     |        |                               |
| Time visitante                              | Pontos | Time da casa        | Pontos | Local do jogo                 |
| 13 de novembro de 2014                      |        |                     |        |                               |
| Buffalo Bills                               | 9      | Miami Dolphins      | 22     | Sun Life Stadium              |
| 16 de novembro de 2014                      |        |                     |        |                               |
| Minnesota Vikings                           | 13     | Chicago Bears       | 21     | Soldier Field                 |
| Houston Texans                              | 23     | Cleveland Browns    | 7      | FirstEnergy Stadium           |
| Atlanta Falcons                             | 19     | Carolina Panthers   | 17     | Bank of America Stadium       |
| Cincinnati Bengals                          | 27     | New Orleans Saints  | 10     | Mercedes-Benz Superdome       |
| Tampa Bay Buccaneers                        | 27     | Washington Redskins | 7      | FedEx Field                   |
| Denver Broncos                              | 7      | St. Louis Rams      | 22     | Edward Jones Dome             |
| San Francisco 49ers                         | 16     | New York Giants     | 10     | MetLife Stadium               |
| Seattle Seahawks                            | 20     | Kansas City Chiefs  | 24     | Arrowhead Stadium             |
| Oakland Raiders                             | 06     | San Diego Chargers  | 13     | Qualcomm Stadium              |
| Detroit Lions                               | 06     | Arizona Cardinals   | 14     | University of Phoenix Stadium |
| Philadelphia Eagles                         | 20     | Green Bay Packers   | 53     | Lambeau Field                 |
| New England Patriots                        | 42     | Indianapolis Colts  | 20     | Lucas Oil Stadium             |
| 17 de novembro de 2014                      |        |                     |        |                               |
| Pittsburgh Steelers                         | 27     | Tennessee Titans    | 24     | LP Field                      |
| Não jogaram: Ravens, Cowboys, Jaguars, Jets |        |                     |        |                               |

| Semana 12                       |        |                      |        |                                     |
| Time visitante                  | Pontos | Time da casa         | Pontos | Local do jogo                       |
| 13 de novembro de 2014          |        |                      |        |                                     |
| Kansas City Chiefs              | 20     | Oakland Raiders      | 24     | O.co Coliseum                       |
| 16 de novembro de 2014          |        |                      |        |                                     |
| Cleveland Browns                | 26     | Atlanta Falcons      | 24     | Georgia Dome                        |
| Tennessee Titans                | 24     | Philadelphia Eagles  | 43     | Lincoln Financial Field             |
| Detroit Lions                   | 09     | New England Patriots | 34     | Gillette Stadium                    |
| Green Bay Packers               | 24     | Minnesota Vikings    | 21     | TCF Bank Stadium                    |
| Jacksonville Jaguars            | 03     | Indianapolis Colts   | 23     | Lucas Oil Stadium                   |
| Cincinnati Bengals              | 22     | Houston Texans       | 13     | NRG Stadium                         |
| Tampa Bay Buccaneers            | 13     | Green Bay Packers    | 21     | Soldier Field                       |
| Arizona Cardinals               | 3      | Seattle Seahawks     | 19     | CenturyLink Field                   |
| St. Louis Rams                  | 24     | San Diego Chargers   | 27     | Qualcomm Stadium                    |
| Washington Redskins             | 13     | San Francisco 49ers  | 17     | Levi's Stadium                      |
| Miami Dolphins                  | 36     | Denver Broncos       | 39     | Sports Authority Field at Mile High |
| Dallas Cowboys                  | 31     | New York Giants      | 28     | MetLife Stadium                     |
| 17 de novembro de 2014          |        |                      |        |                                     |
| New York Jets                   | 3      | Buffalo Bills        | 38     | Ralph Wilson Stadium                |
| Baltimore Ravens                | 34     | New Orleans Saints   | 27     | Mercedes-Benz Superdome             |
| Não jogaram: Panthers, Steelers |        |                      |        |                                     |

| Semana 13              |        |                      |        |                       |
| Time visitante         | Pontos | Time da casa         | Pontos | Local do jogo         |
| 27 de novembro de 2014 |        |                      |        |                       |
| Chicago Bears          | 17     | Detroit Lions        | 34     | Ford Field            |
| Philadelphia Eagles    | 33     | Dallas Cowboys       | 10     | AT&T Stadium          |
| Seattle Seahawks       | 19     | San Francisco 49ers  | 03     | Levi's Stadium        |
| 16 de novembro de 2014 |        |                      |        |                       |
| Washington Redskins    | 27     | Indianapolis Colts   | 49     | Lucas Oil Stadium     |
| Tennessee Titans       | 21     | Houston Texans       | 45     | NRG Stadium           |
| Cleveland Browns       | 10     | Buffalo Bills        | 26     | Ralph Wilson Stadium  |
| San Diego Chargers     | 34     | Baltimore Ravens     | 33     | M&T Bank Stadium      |
| New York Giants        | 24     | Jacksonville Jaguars | 25     | EverBank Field        |
| Cincinnati Bengals     | 14     | Tampa Bay Buccaneers | 13     | Raymond James Stadium |
| Oakland Raiders        | 00     | St. Louis Rams       | 52     | Edward Jones Dome     |
| New Orleans Saints     | 35     | Pittsburgh Steelers  | 32     | Heinz Field           |
| Carolina Panthers      | 13     | Minnesota Vikings    | 31     | TCF Bank Stadium      |
| Arizona Cardinals      | 18     | Atlanta Falcons      | 29     | Georgia Dome          |
| New England Patriots   | 21     | Green Bay Packers    | 26     | Lambeau Field         |
| Denver Broncos         | 29     | Kansas City Chiefs   | 16     | Arrowhead Stadium     |
| 17 de novembro de 2014 |        |                      |        |                       |
| Miami Dolphins         | 16     | New York Jets        | 13     | MetLife Stadium       |

| Semana 14              |        |                      |        |                                     |
| Time visitante         | Pontos | Time da casa         | Pontos | Local do jogo                       |
| 4 de dezembro de 2014  |        |                      |        |                                     |
| Dallas Cowboys         | 41     | Chicago Bears        | 28     | Soldier Field                       |
| 7 de dezembro de 2014  |        |                      |        |                                     |
| Pittsburgh Steelers    | 42     | Cincinnati Bengals   | 21     | Paul Brown Stadium                  |
| St. Louis Rams         | 24     | Washington Redskins  | 00     | FedEx Field                         |
| New York Giants        | 36     | Tennessee Titans     | 7      | LP Field                            |
| Carolina Panthers      | 41     | New Orleans Saints   | 10     | Mercedes-Benz Superdome             |
| New York Jets          | 24     | Minnesota Vikings    | 30     | TCF Bank Stadium                    |
| Baltimore Ravens       | 28     | Miami Dolphins       | 13     | Sun Life Stadium                    |
| Indianapolis Colts     | 25     | Cleveland Browns     | 24     | FirstEnergy Stadium                 |
| Tampa Bay Buccaneers   | 17     | Detroit Lions        | 34     | Ford Field                          |
| Houston Texans         | 27     | Jacksonville Jaguars | 13     | EverBank Field                      |
| Buffalo Bills          | 17     | Denver Broncos       | 24     | Sports Authority Field at Mile High |
| Kansas City Chiefs     | 14     | Arizona Cardinals    | 17     | University of Phoenix Stadium       |
| Seattle Seahawks       | 24     | Philadelphia Eagles  | 14     | Lincoln Financial Field             |
| San Francisco 49ers    | 13     | Oakland Raiders      | 24     | O.co Coliseum                       |
| New England Patriots   | 23     | San Diego Chargers   | 14     | Qualcomm Stadium                    |
| 17 de novembro de 2014 |        |                      |        |                                     |
| Atlanta Falcons        | 37     | Green Bay Packers    | 43     | Lambeau Field                       |

| Semana 15              |        |                      |        |                         |
| Time visitante         | Pontos | Time da casa         | Pontos | Local do jogo           |
| 11 de dezembro de 2014 |        |                      |        |                         |
| Arizona Cardinals      | 12     | St. Louis Rams       | 6      | Edward Jones Dome       |
| 14 de dezembro de 2014 |        |                      |        |                         |
| Pittsburgh Steelers    | 27     | Atlanta Falcons      | 20     | Georgia Dome            |
| Washington Redskins    | 13     | New York Giants      | 24     | MetLife Stadium         |
| Miami Dolphins         | 13     | New England Patriots | 41     | Gillette Stadium        |
| Oakland Raiders        | 13     | Kansas City Chiefs   | 31     | Arrowhead Stadium       |
| Houston Texans         | 10     | Indianapolis Colts   | 17     | Lucas Oil Stadium       |
| Cincinnati Bengals     | 30     | Cleveland Browns     | 0      | FirstEnergy Stadium     |
| Jacksonville Jaguars   | 12     | Baltimore Ravens     | 20     | M&T Bank Stadium        |
| Green Bay Packers      | 13     | Buffalo Bills        | 21     | Ralph Wilson Stadium    |
| Tampa Bay Buccaneers   | 17     | Carolina Panthers    | 19     | Bank of America Stadium |
| New York Jets          | 16     | Tennessee Titans     | 11     | LP Field                |
| Denver Broncos         | 22     | San Diego Chargers   | 10     | Qualcomm Stadium        |
| Minnesota Vikings      | 14     | Detroit Lions        | 16     | Ford Field              |
| San Francisco 49ers    | 7      | Seattle Seahawks     | 17     | CenturyLink Field       |
| Dallas Cowboys         | 38     | Philadelphia Eagles  | 27     | Lincoln Financial Field |
| 15 de dezembro de 2014 |        |                      |        |                         |
| New Orleans Saints     | 31     | Chicago Bears        | 15     | Soldier Field           |

| Semana 16              |        |                      |        |                               |
| Time visitante         | Pontos | Time da casa         | Pontos | Local do jogo                 |
| 18 de dezembro de 2014 |        |                      |        |                               |
| Tennessee Titans       | 13     | Jacksonville Jaguars | 21     | EverBank Field                |
| 20 de dezembro de 2014 |        |                      |        |                               |
| Philadelphia Eagles    | 24     | Washington Redskins  | 27     | FedEx Field                   |
| San Diego Chargers     | 38     | San Francisco 49ers  | 35     | Levi's Stadium                |
| 21 de dezembro de 2014 |        |                      |        |                               |
| Minnesota Vikings      | 35     | Miami Dolphins       | 37     | Sun Life Stadium              |
| Baltimore Ravens       | 13     | Houston Texans       | 25     | NRG Stadium                   |
| Detroit Lions          | 20     | Chicago Bears        | 14     | Soldier Field                 |
| Cleveland Browns       | 13     | Carolina Panthers    | 17     | Bank of America Stadium       |
| Atlanta Falcons        | 30     | New Orleans Saints   | 14     | Mercedes-Benz Superdome       |
| Green Bay Packers      | 20     | Tampa Bay Buccaneers | 3      | Raymond James Stadium         |
| Kansas City Chiefs     | 12     | Pittsburgh Steelers  | 20     | Heinz Field                   |
| New England Patriots   | 17     | New York Jets        | 16     | MetLife Stadium               |
| New York Giants        | 37     | St. Louis Rams       | 27     | Edward Jones Dome             |
| Buffalo Bills          | 24     | Oakland Raiders      | 26     | O.co Coliseum                 |
| Indianapolis Colts     | 7      | Dallas Cowboys       | 42     | AT&T Stadium                  |
| Seattle Seahawks       | 35     | Arizona Cardinals    | 6      | University of Phoenix Stadium |
| 22 de dezembro de 2014 |        |                      |        |                               |
| Denver Broncos         | 28     | Cincinnati Bengals   | 37     | Paul Brown Stadium            |

| Semana 17              |        |                      |        |                                     |
| Time visitante         | Pontos | Time da casa         | Pontos | Local do jogo                       |
| 28 de dezembro de 2014 |        |                      |        |                                     |
| Cleveland Browns       | 10     | Baltimore Ravens     | 20     | M&T Bank Stadium                    |
| Dallas Cowboys         | 44     | Washington Redskins  | 17     | FedEx Field                         |
| Indianapolis Colts     | 27     | Tennessee Titans     | 10     | LP Field                            |
| New Orleans Saints     | 23     | Tampa Bay Buccaneers | 20     | Raymond James Stadium               |
| Philadelphia Eagles    | 34     | New York Giants      | 26     | MetLife Stadium                     |
| Buffalo Bills          | 17     | New England Patriots | 9      | Gillette Stadium                    |
| Jacksonville Jaguars   | 17     | Houston Texans       | 23     | NRG Stadium                         |
| San Diego Chargers     | 7      | Kansas City Chiefs   | 19     | Arrowhead Stadium                   |
| New York Jets          | 37     | Miami Dolphins       | 24     | Sun Life Stadium                    |
| Chicago Bears          | 9      | Minnesota Vikings    | 13     | TCF Bank Stadium                    |
| Oakland Raiders        | 14     | Denver Broncos       | 47     | Sports Authority Field at Mile High |
| Arizona Cardinals      | 17     | San Francisco 49ers  | 20     | Levi's Stadium                      |
| Detroit Lions          | 20     | Green Bay Packers    | 30     | Lambeau Field                       |
| St. Louis Rams         | 6      | Seattle Seahawks     | 20     | CenturyLink Field                   |
| Carolina Panthers      | 34     | Atlanta Falcons      | 3      | Georgia Dome                        |
| Cincinnati Bengals     | 17     | Pittsburgh Steelers  | 27     | Heinz Field                         |

## Pós-temporada
| Tabela dos Playoffs |                                                 |                                               |
| Posição             | AFC                                             | NFC                                           |
| 1                   | New England Patriots (Vencedor da divisão East) | Seattle Seahawks (Vencedor da divisão West)   |
| 2                   | Denver Broncos (Vencedor da divisão West)       | Green Bay Packers (Vencedor da divisão North) |
| 3                   | Pittsburgh Steelers (Vencedor da divisão North) | Dallas Cowboys (Vencedor da divisão East)     |
| 4                   | Indianapolis Colts (Vencedor da divisão South)  | Carolina Panthers (Vencedor da divisão South) |
| 5                   | Cincinnati Bengals                              | Arizona Cardinals                             |
| 6                   | Baltimore Ravens                                | Detroit Lions                                 |

### Playoffs
|  |                                        |                                        |                                        |                 |                 |                                        |                                        |                                        |                                  |                                  |                                  |                                                |                                                |                                                |  |  |  |  |
|  | 4 de janeiro – Lucas Oil Stadium       | 4 de janeiro – Lucas Oil Stadium       | 4 de janeiro – Lucas Oil Stadium       |                 |                 | 11 de janeiro – Sports Authority Field | 11 de janeiro – Sports Authority Field | 11 de janeiro – Sports Authority Field |                                  |                                  |                                  |                                                |                                                |                                                |  |  |  |  |
|  | 4 de janeiro – Lucas Oil Stadium       | 4 de janeiro – Lucas Oil Stadium       | 4 de janeiro – Lucas Oil Stadium       |                 |                 | 11 de janeiro – Sports Authority Field | 11 de janeiro – Sports Authority Field | 11 de janeiro – Sports Authority Field |                                  |                                  |                                  |                                                |                                                |                                                |  |  |  |  |
|  | 4 de janeiro – Lucas Oil Stadium       | 4 de janeiro – Lucas Oil Stadium       | 4 de janeiro – Lucas Oil Stadium       |                 |                 | 11 de janeiro – Sports Authority Field | 11 de janeiro – Sports Authority Field | 11 de janeiro – Sports Authority Field |                                  |                                  |                                  |                                                |                                                |                                                |  |  |  |  |
|  | 4 de janeiro – Lucas Oil Stadium       | 4 de janeiro – Lucas Oil Stadium       | 4 de janeiro – Lucas Oil Stadium       |                 |                 | 11 de janeiro – Sports Authority Field | 11 de janeiro – Sports Authority Field | 11 de janeiro – Sports Authority Field |                                  |                                  |                                  |                                                |                                                |                                                |  |  |  |  |
|  | 5                                      | Cincinnati                             | 10                                     |                 |                 | 11 de janeiro – Sports Authority Field | 11 de janeiro – Sports Authority Field | 11 de janeiro – Sports Authority Field |                                  |                                  |                                  |                                                |                                                |                                                |  |  |  |  |
|  | 5                                      | Cincinnati                             | 10                                     | 4               | Indianapolis    | 24                                     |                                        |                                        |                                  |                                  |                                  |                                                |                                                |                                                |  |  |  |  |
|  | 4                                      | Indianapolis                           | 26                                     | 4               | Indianapolis    | 24                                     |                                        |                                        | 18 de janeiro – Gillette Stadium | 18 de janeiro – Gillette Stadium | 18 de janeiro – Gillette Stadium |                                                |                                                |                                                |  |  |  |  |
|  | 4                                      | Indianapolis                           | 26                                     | 2               | Denver          | 13                                     |                                        |                                        | 18 de janeiro – Gillette Stadium | 18 de janeiro – Gillette Stadium | 18 de janeiro – Gillette Stadium |                                                |                                                |                                                |  |  |  |  |
|  |                                        |                                        |                                        | 2               | Denver          | 13                                     |                                        |                                        | 18 de janeiro – Gillette Stadium | 18 de janeiro – Gillette Stadium | 18 de janeiro – Gillette Stadium |                                                |                                                |                                                |  |  |  |  |
|  | AFC                                    |                                        |                                        |                 |                 |                                        |                                        |                                        | 18 de janeiro – Gillette Stadium | 18 de janeiro – Gillette Stadium | 18 de janeiro – Gillette Stadium |                                                |                                                |                                                |  |  |  |  |
|  | 3 de janeiro – Heinz Field             | 3 de janeiro – Heinz Field             | 3 de janeiro – Heinz Field             | 4               | Indianapolis    | 7                                      |                                        |                                        |                                  |                                  |                                  |                                                |                                                |                                                |  |  |  |  |
|  | 3 de janeiro – Heinz Field             | 3 de janeiro – Heinz Field             | 3 de janeiro – Heinz Field             | 4               | Indianapolis    | 7                                      | 10 de janeiro – Gillette Stadium       |                                        |                                  |                                  |                                  |                                                |                                                |                                                |  |  |  |  |
|  | 3 de janeiro – Heinz Field             | 3 de janeiro – Heinz Field             | 3 de janeiro – Heinz Field             |                 | 1               | New England                            | 45                                     |                                        |                                  |                                  |                                  |                                                |                                                |                                                |  |  |  |  |
|  | 3 de janeiro – Heinz Field             | 3 de janeiro – Heinz Field             | 3 de janeiro – Heinz Field             |                 | 1               | New England                            | 45                                     |                                        |                                  |                                  |                                  |                                                |                                                |                                                |  |  |  |  |
|  | 6                                      | Baltimore                              | 30                                     | Campeão da AFC  | Campeão da AFC  | Campeão da AFC                         |                                        |                                        |                                  |                                  |                                  |                                                |                                                |                                                |  |  |  |  |
|  | 6                                      | Baltimore                              | 30                                     | Campeão da AFC  | Campeão da AFC  | Campeão da AFC                         | 6                                      | Baltimore                              | 31                               |                                  |                                  |                                                |                                                |                                                |  |  |  |  |
|  | 3                                      | Pittsburgh                             | 17                                     | Campeão da AFC  | Campeão da AFC  | Campeão da AFC                         | 6                                      | Baltimore                              | 31                               |                                  |                                  | 1 de fevereiro – University of Phoenix Stadium | 1 de fevereiro – University of Phoenix Stadium | 1 de fevereiro – University of Phoenix Stadium |  |  |  |  |
|  | 3                                      | Pittsburgh                             | 17                                     | Campeão da AFC  | Campeão da AFC  | Campeão da AFC                         | 1                                      | New England                            | 35                               |                                  |                                  | 1 de fevereiro – University of Phoenix Stadium | 1 de fevereiro – University of Phoenix Stadium | 1 de fevereiro – University of Phoenix Stadium |  |  |  |  |
|  | Playoffs de Wild Card                  |                                        |                                        |                 |                 |                                        | 1                                      | New England                            | 35                               |                                  |                                  | 1 de fevereiro – University of Phoenix Stadium | 1 de fevereiro – University of Phoenix Stadium | 1 de fevereiro – University of Phoenix Stadium |  |  |  |  |
|  | Playoffs de Divisão                    |                                        |                                        |                 |                 |                                        |                                        |                                        |                                  |                                  |                                  | 1 de fevereiro – University of Phoenix Stadium | 1 de fevereiro – University of Phoenix Stadium | 1 de fevereiro – University of Phoenix Stadium |  |  |  |  |
|  | 4 de janeiro – AT&T Stadium            | 4 de janeiro – AT&T Stadium            | 4 de janeiro – AT&T Stadium            | 1               | New England     | 28                                     |                                        |                                        |                                  |                                  |                                  |                                                |                                                |                                                |  |  |  |  |
|  | 4 de janeiro – AT&T Stadium            | 4 de janeiro – AT&T Stadium            | 4 de janeiro – AT&T Stadium            | 1               | New England     | 28                                     | 11 de janeiro – Lambeau Field          |                                        |                                  |                                  |                                  |                                                |                                                |                                                |  |  |  |  |
|  | 4 de janeiro – AT&T Stadium            | 4 de janeiro – AT&T Stadium            | 4 de janeiro – AT&T Stadium            |                 | 1               | Seattle                                | 24                                     |                                        |                                  |                                  |                                  |                                                |                                                |                                                |  |  |  |  |
|  | 4 de janeiro – AT&T Stadium            | 4 de janeiro – AT&T Stadium            | 4 de janeiro – AT&T Stadium            |                 | 1               | Seattle                                | 24                                     |                                        |                                  |                                  |                                  |                                                |                                                |                                                |  |  |  |  |
|  | 6                                      | Detroit                                | 20                                     | Super Bowl XLIX | Super Bowl XLIX | Super Bowl XLIX                        |                                        |                                        |                                  |                                  |                                  |                                                |                                                |                                                |  |  |  |  |
|  | 6                                      | Detroit                                | 20                                     | Super Bowl XLIX | Super Bowl XLIX | Super Bowl XLIX                        | 3                                      | Dallas                                 | 21                               |                                  |                                  |                                                |                                                |                                                |  |  |  |  |
|  | 3                                      | Dallas                                 | 24                                     | Super Bowl XLIX | Super Bowl XLIX | Super Bowl XLIX                        | 3                                      | Dallas                                 | 21                               |                                  |                                  | 18 de janeiro – CenturyLink Field              | 18 de janeiro – CenturyLink Field              | 18 de janeiro – CenturyLink Field              |  |  |  |  |
|  | 3                                      | Dallas                                 | 24                                     | Super Bowl XLIX | Super Bowl XLIX | Super Bowl XLIX                        | 2                                      | Green Bay                              | 26                               |                                  |                                  | 18 de janeiro – CenturyLink Field              | 18 de janeiro – CenturyLink Field              | 18 de janeiro – CenturyLink Field              |  |  |  |  |
|  |                                        |                                        |                                        |                 |                 |                                        | 2                                      | Green Bay                              | 26                               |                                  |                                  | 18 de janeiro – CenturyLink Field              | 18 de janeiro – CenturyLink Field              | 18 de janeiro – CenturyLink Field              |  |  |  |  |
|  | NFC                                    |                                        |                                        |                 |                 |                                        |                                        |                                        |                                  |                                  |                                  | 18 de janeiro – CenturyLink Field              | 18 de janeiro – CenturyLink Field              | 18 de janeiro – CenturyLink Field              |  |  |  |  |
|  | 3 de janeiro – Bank of America Stadium | 3 de janeiro – Bank of America Stadium | 3 de janeiro – Bank of America Stadium | 2               | Green Bay       | 22                                     |                                        |                                        |                                  |                                  |                                  |                                                |                                                |                                                |  |  |  |  |
|  | 3 de janeiro – Bank of America Stadium | 3 de janeiro – Bank of America Stadium | 3 de janeiro – Bank of America Stadium | 2               | Green Bay       | 22                                     | 10 de janeiro – CenturyLink Field      |                                        |                                  |                                  |                                  |                                                |                                                |                                                |  |  |  |  |
|  | 3 de janeiro – Bank of America Stadium | 3 de janeiro – Bank of America Stadium | 3 de janeiro – Bank of America Stadium |                 | 1               | Seattle                                | 28                                     |                                        |                                  |                                  |                                  |                                                |                                                |                                                |  |  |  |  |
|  | 3 de janeiro – Bank of America Stadium | 3 de janeiro – Bank of America Stadium | 3 de janeiro – Bank of America Stadium |                 | 1               | Seattle                                | 28                                     |                                        |                                  |                                  |                                  |                                                |                                                |                                                |  |  |  |  |
|  | 5                                      | Arizona                                | 16                                     | Campeão da NFC  | Campeão da NFC  | Campeão da NFC                         |                                        |                                        |                                  |                                  |                                  |                                                |                                                |                                                |  |  |  |  |
|  | 5                                      | Arizona                                | 16                                     | Campeão da NFC  | Campeão da NFC  | Campeão da NFC                         | 4                                      | Carolina                               | 17                               |                                  |                                  |                                                |                                                |                                                |  |  |  |  |
|  | 4                                      | Carolina                               | 27                                     | Campeão da NFC  | Campeão da NFC  | Campeão da NFC                         | 4                                      | Carolina                               | 17                               |                                  |                                  |                                                |                                                |                                                |  |  |  |  |
|  | 4                                      | Carolina                               | 27                                     | Campeão da NFC  | Campeão da NFC  | Campeão da NFC                         | 1                                      | Seattle                                | 31                               |                                  |                                  |                                                |                                                |                                                |  |  |  |  |
|  |                                        |                                        |                                        |                 |                 |                                        | 1                                      | Seattle                                | 31                               |                                  |                                  |                                                |                                                |                                                |  |  |  |  |

## Recordes e marcas importantes
Semana 1
- Com a vitória dos Broncos sobre os Colts, Peyton Manning conseguiu pelo menos uma vitória sobre todos os 32 times da NFL. Ele se juntou a Brett Favre como os dois únicos quarterbacks a terem este feito.[6]
- O calouro não draftado Allen Hurns, dos Jaguars, se tornou o primeiro jogador na história da liga a ter dois TDs recebidos no primeiro quarto de sua estreia na Liga.[7]
- Nesta semana, os quarterbacks completaram 64,3% de seus passes, batendo o recorde da NFL.[8]

Semana 2
- Com a vitória sobre os Vikings, o treinador do New England Patriots, Bill Belichick, se tornou o sexto técnico na história da NFL a alcançar 200 vitórias em temporada regular.[9]

Semana 3
- Com o retorno de punt para touchdown no segundo quarto contra o Tampa Bay Buccaneers, o retornador dos Falcons, Devin Hester, alcançou o recorde da NFL com 20 retornos totais para TD. Hester estava empatado com o ex-jogador Deion Sanders, e conseguiu o recorde contra seu ex-técnico Lovie Smith.[10]
- Com a terceira vitória consecutiva de virada, o Philadelphia Eagles se tornou o primeiro time da NFL a começar uma temporada com três vitórias seguidas após estar perdendo por 10 ou mais pontos em cada jogo.[11]
- Peyton Manning lançou seu centésimo passe para touchdown em seu 35º jogo pelos Broncos, sendo o quarterback mais rápido a alcançar tal marca na história da NFL em um time, ultrapassando o recorde anterior de Dan Marino de (44 jogos).[12]
- O Cleveland Browns se tornou o único time da NFL que não cometeu nenhum turnover nos três primeiros jogos da temporada deste ano.

Semana 4
- O Green Bay Packers se tornou a segunda franquia da NFL a alcançar sua 700ª vitória em temporada regular ao vencer os Bears. Eles se juntam a Chicago como os únicos times a conseguirem tal marca.[13]
- Com a marca de zero punts no jogo entre Packers–Bears, este passa a ser o segundo jogo de temporada regular na história da NFL sem chutes de punt. A outra partida sem punts ocorreu em 13 de Setembro de 1992, quando o Buffalo Bills jogou contra os 49ers. Já houve um jogo de playoff sem punt e aconteceu em 11 de Janeiro de 2004 entre o Kansas City Chiefs e o Indianapolis Colts[13]
- O quarterback do Indianapolis Colts, Andrew Luck, se tornou o primeiro jogador na história da liga a arremessar para pelo menos 370 jardas, 4 touchdowns e ter pelo menos 70% dos passes completados em jogos consecutivos.[14]

Semana 5
- O Cleveland Browns reverteram uma desvantagem no placar de 28 a 3 para 29 a 28 contra o Tennessee Titans, tornando-se assim a maior vitória de virada por um time visitante na história da NFL.[15]
- Peyton Manning lançou quatro touchdowns contra os Cardinals tornando-se o segundo quarterback na história da liga a ter 500 passes para touchdown. Ele juntou-se a Brett Favre como os únicos QBs a alcançar essa marca.[15]
- Jason Witten tornou-se o terceiro tight-end na história da liga a acumular 10 000 jardas recebidas na carreira, juntando-se a Shannon Sharpe e Tony Gonzalez.[15]
- Tom Brady tornou-se o sexto quarterback na história da NFL a alcançar a marca de 50 00 jardas passadas na carreira, unindo-se a Brett Favre, Peyton Manning, Dan Marino, Drew Brees e John Elway.[16]
- Russell Wilson bateu o recorde de jardas corridas por um QB no Monday Night Football com 122 jardas contra o Washington Redskins.[17]
- Wes Welker tornou-se o líder da liga, até então, em passes recebidos entre wide receivers não-draftados.[18]
- Nenhum time conseguiu iniciar a temporada vencendo todos os primeiros quatro jogos. Essa é apenas a terceira vez que isso ocorre na era moderna; as outras foram em 1970 e 2010.

Semana 6
- O Chicago Bears tornou-se a primeira franquia da NFL a alcançarem 750 vitórias totais ao ganhar do Atlanta Falcons nesta semana.[19]
- DeMarco Murray tornou-se o segundo jogador na história da NFL, até então, a correr para pelo menos 100 jardas em cada um dos seis primeiros jogos de sua equipe na temporada, juntando-se ao hall of famer Jim Brown.[19]
- Julius Thomas, com suas nove recepções para touchdown durante os cinco primeiros de seu time na temporada, empatou o então recorde da liga estabelecido por Calvin Johnson em 2011.[20]
- Com um passer rating de pelo menos 120 em seu quinto jogo seguido, o QB Philip Rivers quebrou o recorde da National Football League de jogos consecutivos sobre essa marca. A melhor manca anterior era de Johnny Unitas, em 1965, e Kurt Warner, em 2009.[20]
- O 700º jogo da história do Monday Night Football foi com os 49ers derrotando os Rams por 31 a 17.[21]
- O Carolina Panthers tiveram seu primeiro empate na história da franquia.

Semana 7
- Peyton Manning tornou-se o líder da liga em passes para touchdown quando ele passou para Demaryius Thomas no segundo quarto contra os 49ers. Seu 509º passe para touchdown quebrou o recorde anterior de Brett Favre.[22]
- DeMarco Murray correu novamente para 100 jardas nesta semana e tornou-se o primeiro jogador da NFL a correr nos sete primeiros jogos do time na temporada para pelo menos 100 jardas, quebrando a marca anterior de Jim Brown.[23]
- O WR Reggie Wayne tornou-se o nono jogador na história da NFL a alcançar 14 000 jardas recebidas na carreira.[23]
- Jamaal Charles tornou-se o líder dos Chiefs em jardas corridas na carreira com 6 113 jardas. Ele quebrou o recorde do time de 6 070 jardas que pertencia a Priest Holmes.[23]
- O QB Russell Wilson tornou-se o primeiro jogador na história da liga a passar para no mínimo 300 jardas e correr para pelo menos 100 jardas no mesmo jogo.[24]

Semana 8
- Ben Roethlisberger tornou-se o primeiro jogador da NFL a ter dois jogos de pelo menos 500 jardas passadas. O jogador passou para 522 jardas (empatando a quarta melhor marca) contra o Indianapolis Colts.[25]

Semana 9
- Ben Roethlisberger tornou-se o primeiro jogador na história da NFL a lançar pelo menos 6 touchdowns em jogos consecutivos.  Roethlisberger para seis pontuações contra os Colts na semana 8 e seis nessa semana contra os Ravens.[26]
- O Denver Broncos marcaram 21 pontos nesta semana e alcançaram seu 29º jogo consecutivo de temporada regular marcando pelo menos 20 pontos. Com isso quebraram o recorde anterior dos Rams das temporadas 1999–2000.[26]

Semana 10
- Michael Vick tornou-se o primeiro quarterback a ter 6 000 jardas corridas na carreira, após correr para 32 jardas contra os Steelers.[27]
- Julius Thomas tornou-se o primeiro tight end na história da liga a conseguir temporadas consecutivas com 12 touchdowns recebidos; além de empatar o recorde da NFL de mais recepções para touchdown em nove jogos (com 12), sendo o primeiro jogador desde Randy Moss em 2007 a conseguir tal feito.[28]
- Aaron Rodgers empatou o recorde da NFL com seis touchdowns em uma metade do jogo, que foi estabelecido por Daryle Lamonica em 1969.[29]

Semana 11
- Os Raiders estão oficialmente fora dos playoffs, sendo assim o time a ser eliminado mais rápido desde os Dolphins em 2004.[30]
- Adam Vinatieri tornou-se o primeiro jogador na história da NFL a marcar mais de 100 pontos em 17 temporadas, quebrando o recorde de Jason Elam.[31]

Semana 12
- O Atlanta Falcons Tornaram-se o primeiro time na história da NFL a liderar a divisão durante três jogos com aproveitamento menor que 50%.[32]

Semana 15
- O Denver Broncos venceu seu 12º jogo de divisão consecutivo como visitante, empatando o recorde da liga, que pertencia ao San Francisco 49ers de 1987–90;[33]
- John Fox tornou-se o second head coach na história da NFL a ter quatro títulos de divisão em suas quatro primeiras temporadas com um time, juntando-se a Chuck Knox.[34]
- O New England Patriots estabeleu o recorde de 14 temporadas consecutivas vencendo pelo menos um jogo contra todos os rivais de divisão. A melhor marca anterior, de 13 temporadas, havia sido feita pelos Dallas Cowboys entre 1971–1983.[35]

Semana 17
- Antonio Gates tornou-se o quarto tight end na história da liga a alcançar 10 000 jardas recebidas na carreira. Juntando-se a Tony Gonzalez, Jason Witten e Shannon Sharpe.[36]
- Lamar Miller tornou-se o quarto homem na história da NFL a correr 97 jardas para um touchdown.[37]

Rodada de Wild Card
- Na derrota para o Carolina Panthers, o Arizona Cardinals bateu o recorde negativo de menor quantidade de jardas conquistadas em um jogo na história dos playoffs da NFL, foram apenas 78 jardas.[38]
- O Cincinnati Bengals chegou a marca de quatro derrotas na rodada de abertura da pós-temporada em anos seguidos, um novo recorde da liga.[39]

## Prêmios
| Prêmio                                | Vencedor          | Posição                         | Time                 |
| ------------------------------------- | ----------------- | ------------------------------- | -------------------- |
| AP Most Valuable Player (MVP)         | Aaron Rodgers     | Quarterback                     | Green Bay Packers    |
| AP Jogador de Ataque do Ano           | DeMarco Murray    | Running back                    | Dallas Cowboys       |
| AP Jogador de Defesa do Ano           | J. J. Watt        | Defensive end                   | Houston Texans       |
| AP Treinador do Ano                   | Bruce Arians      | Head coach                      | Arizona Cardinals    |
| AP Jogador Novato de Ataque do Ano    | Odell Beckham Jr. | Wide receiver                   | New York Giants      |
| AP Jogador Novato de Defensa do Ano   | Aaron Donald      | Defensive tackle                | St. Louis Rams       |
| AP Comeback Player of the Year        | Rob Gronkowski    | Tight end                       | New England Patriots |
| Pepsi Novato do Ano                   | Teddy Bridgewater | Quarterback                     | Minnesota Vikings    |
| Walter Payton NFL Man of the Year     | Thomas Davis      | Linebacker                      | Carolina Panthers    |
| PFWA NFL Executivo do Ano             | Jerry Jones       | Dono/Presidente/General Manager | Dallas Cowboys       |
| Super Bowl Most Valuable Player (MVP) | Tom Brady         | Quarterback                     | New England Patriots |

### Jogador do mês/semana
| Semana/ Mês | Ataque Jogador da Semana/Mês  | Ataque Jogador da Semana/Mês | Defensa Jogador da Semana/Mês | Defensa Jogador da Semana/Mês | Special Teams Jogador da Semana/Mês | Special Teams Jogador da Semana/Mês |
| Semana/ Mês | AFC                           | NFC                          | AFC                           | NFC                           | AFC                                 | NFC                                 |
| ----------- | ----------------------------- | ---------------------------- | ----------------------------- | ----------------------------- | ----------------------------------- | ----------------------------------- |
| 1           | Julius Thomas (Broncos)       | Matt Ryan (Falcons)          | Cameron Wake (Dolphins)       | DeAndre Levy (Lions)          | Dan Carpenter (Bills)               | Matt Bryant (Falcons)               |
| 2           | Antonio Gates (Chargers)      | Darren Sproles (Eagles)      | Chandler Jones (Patriots)     | Kyle Fuller (Bears)           | C. J. Spiller (Bills)               | Ted Ginn, Jr. (Cardinals)           |
| 3           | Andrew Luck (Colts)           | Matt Ryan (Falcons)          | Corey Liuget (Chargers)       | Kam Chancellor (Seahawks)     | Justin Tucker (Ravens)              | Devin Hester (Falcons)              |
| 4           | Jamaal Charles (Chiefs)       | Aaron Rodgers (Packers)      | J. J. Watt (Texans)           | Antoine Bethea (49ers)        | Nick Novak (Chargers)               | Darren Sproles (Eagles)             |
| Setembro    | Philip Rivers (Chargers)      | DeMarco Murray (Cowboys)     | J. J. Watt (Texans)           | DeAndre Levy (Lions)          | Pat McAfee (Colts)                  | Jon Ryan (Seahawks)                 |
| 5           | Demaryius Thomas (Broncos)    | Russell Wilson (Seahawks)    | Marcell Dareus (Bills)        | Julius Peppers (Packers)      | Tank Carder (Browns)                | Phil Dawson (49ers)                 |
| 6           | Joe Flacco (Ravens)           | Tyron Smith (Cowboys)        | Jurrell Casey (Titans)        | Ezekiel Ansah (Lions)         | Pat McAfee (Colts)                  | Chandler Catanzaro (Cardinals)      |
| 7           | Peyton Manning (Broncos)      | Aaron Rodgers (Packers)      | Telvin Smith (Jaguars)        | Keenan Robinson (Redskins)    | Chris Jones (Patriots)              | Stedman Bailey (Rams)               |
| 8           | Ben Roethlisberger (Steelers) | Larry Fitzgerald (Cardinals) | Louis Delmas (Dolphins)       | Anthony Barr (Vikings)        | Knile Davis (Chiefs)                | Kai Forbath (Redskins)              |
| Outubro     | Tom Brady (Patriots)          | DeMarco Murray (Cowboys)     | Von Miller (Broncos)          | Everson Griffen (Vikings)     | Jarvis Landry (Dolphins)            | Shayne Graham (Saints)              |
| 9           | Ben Roethlisberger (Steelers) | Jeremy Maclin (Eagles)       | Brent Grimes (Dolphins)       | Junior Galette (Saints)       | Julian Edelman (Patriots)           | Justin Bethel (Cardinals)           |
| 10          | Justin Forsett (Ravens)       | Aaron Rodgers (Packers)      | Jaiquawn Jarrett (Jets)       | Patrick Peterson (Cardinals)  | Anthony Sherman (Chiefs)            | Darren Sproles (Eagles)             |
| 11          | Jonas Gray (Patriots)         | Mike Evans (Buccaneers)      | J. J. Watt (Texans)           | Chris Borland (49ers)         | Mike Scifres (Chargers)             | Greg Zuerlein (Rams)                |
| 12          | Justin Forsett (Ravens)       | Eddie Lacy (Packers)         | Charles Woodson (Raiders)     | Kam Chancellor (Seahawks)     | Anthony Dixon (Bills)               | Josh Huff (Eagles)                  |
| 13          | Ryan Fitzpatrick (Texans)     | Drew Brees (Saints)          | D'Qwell Jackson (Colts)       | Richard Sherman (Seahawks)    | Josh Scobee (Jaguars)               | Adam Thielen (Vikings)              |
| Novembro    | Andrew Luck (Colts)           | Aaron Rodgers (Packers)      | Mario Williams (Bills)        | Connor Barwin (Eagles)        | Justin Tucker (Ravens)              | Matt Bryant (Falcons)               |
| 14          | Le'Veon Bell (Steelers)       | Cam Newton (Panthers)        | Elvis Dumervil (Ravens)       | Devon Kennard (Giants)        | Ryan Allen (Patriots)               | Tavon Austin (Rams)                 |
| 15          | Jeremy Hill (Bengals)         | Dez Bryant (Cowboys)         | Aqib Talib (Broncos)          | Glover Quin (Lions)           | De'Anthony Thomas (Chiefs)          | Chandler Catanzaro (Cardinals)      |
| 16          | Philip Rivers (Chargers)      | Russell Wilson (Seahawks)    | Dre Kirkpatrick (Bengals)     | Clay Matthews (Packers)       | Randy Bullock (Texans)              | Matt Bosher (Falcons)               |
| 17          | C. J. Anderson (Broncos)      | Aaron Rodgers (Packers)      | Jonathan Newsome (Colts)      | Roman Harper (Panthers)       | Antonio Brown (Steelers)            | Micah Hyde (Packers)                |
| Dezembro    | Antonio Brown (Steelers)      | Tony Romo (Cowboys)          | J. J. Watt (Texans)           | Bobby Wagner (Seahawks)       | Connor Barth (Broncos)              | Justin Bethel (Cardinals)           |

| Semana | FedEx Air Jogador da Semana (Quarterbacks) | FedEx Ground Jogador da Semana (Running Backs) | Pepsi Next Novato da Semana    |
| ------ | ------------------------------------------ | ---------------------------------------------- | ------------------------------ |
| 1      | Matt Ryan (Falcons)                        | Knowshon Moreno (Dolphins)                     | WR Kelvin Benjamin (Panthers)  |
| 2      | Philip Rivers (Chargers)                   | DeMarco Murray (Cowboys)                       | WR Sammy Watkins (Bills)       |
| 3      | Kirk Cousins (Redskins)                    | Le'Veon Bell (Steelers)                        | CB Kyle Fuller (Bears)         |
| 4      | Philip Rivers (Chargers)                   | DeMarco Murray (Cowboys)                       | QB Teddy Bridgwater (Vikings)  |
| 5      | Peyton Manning (Broncos)                   | DeMarco Murray (Cowboys)                       | RB Branden Oliver (Chargers)   |
| 6      | Joe Flacco (Ravens)                        | DeMarco Murray (Cowboys)                       | WR Keenan Allen (Chargers)     |
| 7      | Peyton Manning (Broncos)                   | DeMarco Murray (Cowboys)                       | WR Sammy Watkins (Bills)       |
| 8      | Ben Roethlisberger (Steelers)              | Mark Ingram (Saints)                           | WR Sammy Watkins (Bills)       |
| 9      | Ben Roethlisberger (Steelers)              | Jeremy Hill (Bengals)                          | RB Jeremy Hill (Bengals)       |
| 10     | Aaron Rodgers (Packers)                    | Marshawn Lynch (Seahawks)                      | LB Chris Borland (49ers)       |
| 11     | Aaron Rodgers (Packers)                    | Le'Veon Bell (Steelers)                        | LB Chris Borland (49ers)       |
| 12     | Tony Romo (Cowboys)                        | Justin Forsett (Ravens)                        | WR Odell Beckham, Jr. (Giants) |
| 13     | Ryan Fitzpatrick (Texans)                  | C.J. Anderson (Broncos)                        | QB Teddy Bridgwater (Vikings)  |
| 14     | Ben Roethlisberger (Steelers)              | Le'Veon Bell (Steelers)                        | QB Derek Carr (Raiders)        |
| 15     | Ben Roethlisberger (Steelers)              | Jeremy Hill (Bengals)                          | WR Odell Beckham, Jr. (Giants) |
| 16     | Philip Rivers (Chargers)                   | Marshawn Lynch (Seahawks)                      | WR Odell Beckham, Jr. (Giants) |
| 17     | Joe Flacco (Ravens)                        | Lamar Miller (Dolphins)                        | WR Odell Beckham, Jr. (Giants) |

| Mês      | Novato do mês              | Novato do mês         |
| Mês      | Ataque                     | Defesa                |
| -------- | -------------------------- | --------------------- |
| Setembro | Kelvin Benjamin (Panthers) | Kyle Fuller (Bears)   |
| Outubro  | Sammy Watkins (Bills)      | C. J. Mosley (Ravens) |
| Novembro | Odell Beckham (Giants)     | Chris Borland (49ers) |
| Dezembro | Odell Beckham (Giants)     | C. J. Mosley (Ravens) |